# The Flora of British India
The Flora of British India (abreviado Fl. Brit. India) es un libro con ilustraciones y descripciones botánicas que fue escrito por el botánico y explorador inglés Joseph Dalton Hooker y publicado en Londres en 7 volúmenes en los años 1875-1897.